# Syria tại Thế vận hội
Syria, tên chính thức là Cộng hòa Ả Rập Syria, tham gia Thế vận hội lần đầu năm 1948, khi vận động viên (VĐV) nhảy cầu Zouheir Al-Shourbagi, cũng là VĐV duy nhất của nước này tại Thế vận hội Luân Đôn 1948, về thứ 10 nội dung cầu cứng nam. Syria lỡ bốn kỳ Olympiad tiếp theo đó (dù vào năm 1960 Syria tham gia cùng Ai Cập như một phần của Cộng hòa Ả Rập Thống nhất). Syria quay trở lại đại hội vào năm 1968, và đã gửi các VĐV tới toàn bộ các kỳ Thế vận hội Mùa hè, trừ kỳ năm 1976. Syria chưa từng tham dự Thế vận hội Mùa đông.
Ủy ban Olympic quốc gia của Syria được thành lập năm 1948 và được công nhận bởi Ủy ban Olympic Quốc tế (IOC) ngày 31 tháng 01 năm 1948, tại Phiên họp của IOC ở Sankt Moritz. Các VĐV Syria đã giành tổng cộng bốn huy chương, ở bốn môn: Điền kinh, Đấu vật tự do, Cử tạ và Quyền Anh.

## Bảng huy chương

### Thế vận hội Mùa hè
| Thế vận hội           | VĐV                                              | Vàng                                             | Bạc                                              | Đồng                                             | Tổng số                                          | Xếp thứ                                          |
| Luân Đôn 1948         | 1                                                | 0                                                | 0                                                | 0                                                | 0                                                | -                                                |
| Helsinki 1952         | không tham dự                                    |                                                  |                                                  |                                                  |                                                  |                                                  |
| Melbourne 1956        | không tham dự                                    |                                                  |                                                  |                                                  |                                                  |                                                  |
| Roma 1960             | như một phần của Cộng hòa Ả Rập Thống nhất (RAU) | như một phần của Cộng hòa Ả Rập Thống nhất (RAU) | như một phần của Cộng hòa Ả Rập Thống nhất (RAU) | như một phần của Cộng hòa Ả Rập Thống nhất (RAU) | như một phần của Cộng hòa Ả Rập Thống nhất (RAU) | như một phần của Cộng hòa Ả Rập Thống nhất (RAU) |
| Tokyo 1964            | không tham dự                                    | không tham dự                                    | không tham dự                                    | không tham dự                                    | không tham dự                                    | không tham dự                                    |
| Thành phố México 1968 | 2                                                | 0                                                | 0                                                | 0                                                | 0                                                | -                                                |
| München 1972          | 5                                                | 0                                                | 0                                                | 0                                                | 0                                                | -                                                |
| Montréal 1976         | không tham dự                                    | không tham dự                                    | không tham dự                                    | không tham dự                                    | không tham dự                                    | không tham dự                                    |
| Moskva 1980           | 67                                               | 0                                                | 0                                                | 0                                                | 0                                                | -                                                |
| Los Angeles 1984      | 7                                                | 0                                                | 1                                                | 0                                                | 1                                                | 33                                               |
| Seoul 1988            | 16                                               | 0                                                | 0                                                | 0                                                | 0                                                | -                                                |
| Barcelona 1992        | 10                                               | 0                                                | 0                                                | 0                                                | 0                                                | -                                                |
| Atlanta 1996          | 7                                                | 1                                                | 0                                                | 0                                                | 1                                                | 49                                               |
| Sydney 2000           | 8                                                | 0                                                | 0                                                | 0                                                | 0                                                | -                                                |
| Athens 2004           | 6                                                | 0                                                | 0                                                | 1                                                | 1                                                | 71                                               |
| Bắc Kinh 2008         | 8                                                | 0                                                | 0                                                | 0                                                | 0                                                | -                                                |
| Luân Đôn 2012         | 10                                               | 0                                                | 0                                                | 0                                                | 0                                                | -                                                |
| Rio de Janeiro 2016   | 7                                                | 0                                                | 0                                                | 0                                                | 0                                                | -                                                |
| Tokyo 2020            | 6                                                | 0                                                | 0                                                | 1                                                | 1                                                | 86                                               |
| Paris 2024            | chưa diễn ra                                     |                                                  |                                                  |                                                  |                                                  |                                                  |
| Los Angeles 2028      | chưa diễn ra                                     |                                                  |                                                  |                                                  |                                                  |                                                  |
| Tổng số               | Tổng số                                          | 1                                                | 1                                                | 2                                                | 4                                                | 101                                              |

### Huy chương theo môn
| Môn thi đấu        | Vàng | Bạc | Đồng | Tổng số |
| ------------------ | ---- | --- | ---- | ------- |
| Điền kinh          | 1    | 0   | 0    | 1       |
| Đấu vật            | 0    | 1   | 0    | 1       |
| Quyền Anh          | 0    | 0   | 1    | 1       |
| Cử tạ              | 0    | 0   | 1    | 1       |
| Tổng số (4 đơn vị) | 1    | 1   | 2    | 4       |

## VĐV giành huy chương
| Huy chương | VĐV             | Thế vận hội      | Môn thi đấu | Nội dung            |
| ---------- | --------------- | ---------------- | ----------- | ------------------- |
| Bạc        | Joseph Atiyeh   | Los Angeles 1984 | Đấu vật     | Tự do nam 100 kg    |
| Vàng       | Ghada Shouaa    | Atlanta 1996     | Điền kinh   | Bảy môn phối hợp nữ |
| Đồng       | Nasser Al Shami | Athens 2004      | Quyền Anh   | Hạng nặng nam       |
| Đồng       | Man Asaad       | Tokyo 2020       | Cử tạ       | Nam 109+kg          |

## Người cầm cờ
| Luân Đôn 1948         | Zouheir Shourbagi                                | Nhảy cầu                                         |                                                  |                                                  |                                                  |                                                  |
| Helsinki 1952         | không tham dự                                    |                                                  |                                                  |                                                  |                                                  |                                                  |
| Melbourne 1956        | không tham dự                                    |                                                  |                                                  |                                                  |                                                  |                                                  |
| Roma 1960             | như một phần của Cộng hòa Ả Rập Thống nhất (RAU) | như một phần của Cộng hòa Ả Rập Thống nhất (RAU) | như một phần của Cộng hòa Ả Rập Thống nhất (RAU) | như một phần của Cộng hòa Ả Rập Thống nhất (RAU) | như một phần của Cộng hòa Ả Rập Thống nhất (RAU) | như một phần của Cộng hòa Ả Rập Thống nhất (RAU) |
| Tokyo 1964            | không tham dự                                    |                                                  |                                                  |                                                  |                                                  |                                                  |
| Thành phố México 1968 | Mahmoud Balah                                    | Đấu vật                                          |                                                  |                                                  |                                                  |                                                  |
| München 1972          | Mounzer Khatib                                   | Bắn súng                                         |                                                  |                                                  |                                                  |                                                  |
| Montréal 1976         | không tham dự                                    |                                                  |                                                  |                                                  |                                                  |                                                  |
| Moskva 1980           | Jihad Naim                                       | Bắn súng                                         |                                                  |                                                  |                                                  |                                                  |
| Los Angeles 1984      | Joseph Atiyeh                                    | Đấu vật                                          |                                                  |                                                  |                                                  |                                                  |
| Seoul 1988            | Hafez El-Hussein                                 | Điền kinh                                        |                                                  |                                                  |                                                  |                                                  |
| Barcelona 1992        | Dennis Atiyeh                                    | Đấu vật                                          |                                                  |                                                  |                                                  |                                                  |
| Atlanta 1996          | Ghada Shouaa                                     | Điền kinh                                        |                                                  |                                                  |                                                  |                                                  |
| Sydney 2000           | Moutassem Ghotouq                                | Trưởng đoàn                                      |                                                  |                                                  |                                                  |                                                  |
| Athens 2004           | Mohammad Hazzory                                 | Điền kinh                                        |                                                  |                                                  |                                                  |                                                  |
| Bắc Kinh 2008         | Ahed Joughili                                    | Cử tạ                                            |                                                  |                                                  |                                                  |                                                  |
| Luân Đôn 2012         | Majd Eddin Ghazal                                | Điền kinh                                        |                                                  |                                                  |                                                  |                                                  |
| Rio de Janeiro 2016   | Majd Eddin Ghazal                                | Điền kinh                                        |                                                  |                                                  |                                                  |                                                  |
| Tokyo 2020            | Hend Zaza Ahmad Hamcho                           | Bóng bàn Đua ngựa                                |                                                  |                                                  |                                                  |                                                  |